# Kanton Limoges-Grand-Treuil
Der Kanton Limoges-Grand-Treuil war von 1985 bis 2015 ein französischer Wahlkreis im Arrondissement Limoges, im Département Haute-Vienne und in der Region Limousin.
Der Kanton umfasste einen Teil der Stadt Limoges. Die Bevölkerungszahl betrug 2012 insgesamt 6659 Einwohner. 